# Бола (вулкан)
Бола — вулкан, расположенный на острове Новая Британия, входящий в состав провинции Западная Новая Британия, в Папуа — Новая Гвинея. Также вулкан называют иногда Вангоре (англ. Wangore).
Бола — стратовулкан, высотой 1155 метров. Находится на полуострове Виллаумез в 11 километрах к северу от деревни Таласеа. Конус вулкана имеет правильную симметричную форму. Диаметр кратера составляет 400 метров. Восточная сторона имеет крутые склоны и усеяна пеплом. Три крупных кратера находятся на северо-восточной стороне вулкана. Застывшие потоки андезитовой лавы расположились на западных склонах вулкана. В историческое время извержений не зафиксировано, однако, фумарольная активность в одном из кратеров вулкана указывает на то, что извержение возможно было несколько сотен лет назад из вершинного кратера в виде потоков лавы, которые направились на запад. Вся площадь вулкана покрыта тропической растительностью.